# Municipio de Papineau
El municipio de Papineau (en inglés: Papineau Township) es un municipio ubicado en el condado de Iroquois en el estado estadounidense de Illinois. En el año 2010 tenía una población de 499 habitantes y una densidad poblacional de 6,5 personas por km².

## Geografía
El municipio de Papineau se encuentra ubicado en las coordenadas 40°58′29″N 87°44′24″O / 40.97472, -87.74000. Según la Oficina del Censo de los Estados Unidos, el municipio tiene una superficie total de 76.82 km², de la cual 76,44 km² corresponden a tierra firme y (0,5 %) 0,38 km² es agua.

## Demografía
Según el censo de 2010, había 499 personas residiendo en el municipio de Papineau. La densidad de población era de 6,5 hab./km². De los 499 habitantes, el municipio de Papineau estaba compuesto por el 94,99 % blancos, el 0,2 % eran afroamericanos, el 1 % eran asiáticos, el 2,2 % eran de otras razas y el 1,6 % eran de una mezcla de razas. Del total de la población el 4,81 % eran hispanos o latinos de cualquier raza.